# Eufaula (Alabama)
Eufaula – miasto w Stanach Zjednoczonych, w stanie Alabama, w hrabstwie Barbour. Według danych na rok 2020 miejscowość zamieszkiwały 12 882 osoby, a gęstość zaludnienia wyniosła 83,57 os./km².

## Historia
Do 1827 roku obszar ten był zamieszkały przez Krików. W lipcu tegoż roku rząd Stanów Zjednoczonych wysłał wojska, w celu usunięcia osadników z tych terenów. W styczniu 1861 roku w Eufaula założono obóz wojskowy i utworzono łącznie sześć kompanii Armii Stanów Skonfederowanych. W kwietniu 1865 roku Armia Unii zajęła miasto, gdzie na czas wojny przeniesiono siedzibę stanu Alabama.
W 2002 roku w Eufaula kręcono film Dziewczyna z Alabamy.

## Geografia
Eufaula ma łączną powierzchnię 190,3 km², z czego 154,14 km² stanowi ląd, a 36,16 km² stanowią wody. Miejscowość jest położona 80 m n.p.m..

### Klimat
Eufaula leży w strefie klimatów subtropikalnych. Średnia temperatura wynosi +19 °C. Najcieplejszym miesiącem jest lipiec (+28 °C), a najzimniejszym miesiącem jest styczeń (+9 °C). Rekordowa najwyższa temperatura wyniosła +41 °C, a najniższa –15 °C. Średnie opady wynoszą 1371 mm rocznie. Najbardziej wilgotnym miesiącem jest grudzień (139 mm opadów), a najbardziej suchym miesiącem jest październik (80 mm opadów). Średnia liczba dni z opadami w ciągu roku wynosi około 83.
| Miesiąc                              | Sty  | Lut  | Mar  | Kwi  | Maj  | Cze  | Lip  | Sie  | Wrz  | Paź  | Lis  | Gru  | Roczna |
| ------------------------------------ | ---- | ---- | ---- | ---- | ---- | ---- | ---- | ---- | ---- | ---- | ---- | ---- | ------ |
| Rekordy maksymalnej temperatury [°C] | 28   | 30   | 32   | 35   | 37   | 41   | 40   | 41   | 38   | 38   | 32   | 29   | 41     |
| Średnie temperatury w dzień [°C]     | 16,9 | 19,3 | 23,8 | 26,9 | 30,8 | 33,9 | 34,9 | 34,4 | 32,2 | 27,8 | 22,7 | 18,4 | 26,8   |
| Średnie dobowe temperatury [°C]      | 9,4  | 11,2 | 15,3 | 18,5 | 23   | 26,9 | 28,2 | 27,7 | 25,2 | 19,8 | 14,3 | 10,7 | 19,2   |
| Średnie temperatury w nocy [°C]      | 1,9  | 3,2  | 6,8  | 10,1 | 15,2 | 19,9 | 21,5 | 21,1 | 18,2 | 11,8 | 6,1  | 2,9  | 11,6   |
| Rekordy minimalnej temperatury [°C]  | -15  | -13  | -8   | -3   | 2    | 7    | 13   | 12   | 1    | -3   | -10  | -13  | −15    |
| Opady [mm]                           | 122  | 120  | 130  | 111  | 84   | 123  | 136  | 122  | 97   | 80   | 107  | 139  | 1371   |
| Średnia liczba dni z opadami         | 8    | 7,4  | 7,1  | 6,9  | 5,1  | 7,9  | 9,7  | 7,7  | 5,5  | 4,6  | 5,5  | 7,3  | 82,7   |
| Źródło: XMACIS2                      |      |      |      |      |      |      |      |      |      |      |      |      |        |
| Źródło #2: NOAA                      |      |      |      |      |      |      |      |      |      |      |      |      |        |

## Demografia

### Spis powszechny z 2010 roku
W 2010 roku Eufaula zamieszkiwało 13 137 osób, a gęstość zaludnienia wyniosła 30,6 os./km². Miasto liczyło wówczas 5237 gospodarstwa domowe, w których mieszkało 3630 rodzin. Większość mieszkańców (51%) stanowili biali, natomiast 44,6% mieszkańców stanowili przedstawiciele rasy czarnej. Pozostałe 4,4% mieszkańców stanowili Azjaci (0,6%), Latynosi (3,3%) oraz przedstawiciele rdzennej ludności (0,5%). Średni wiek wszystkich mieszkańców wynosił ok. 39 lat, a średni roczny dochód gospodarstwa domowego wynosił 34 025 $.
| Przedział wiekowy              | 0–17 lat | 18–24 lat | 25–44 lat | 45–64 lat | 65+ lat |
| ------------------------------ | -------- | --------- | --------- | --------- | ------- |
| Liczba osób w danym przedziale | 3429     | 1130      | 2982      | 3547      | 2049    |
| Wartość w %                    | 26,1%    | 8,6%      | 22,7%     | 27%       | 15,6%   |

### Spis powszechny z 2020 roku
Według danych na rok 2020 Eufaula liczyło 4969 gospodarstw domowych, w których mieszkało 3215 rodzin. Większość mieszkańców (46,89%) stanowili przedstawiciele rasy czarnej, natomiast 43,76% mieszkańców stanowili biali. Pozostałe 9,35% mieszkańców stanowili Azjaci (0,5%), Latynosi (5,92%), przedstawiciele rdzennej ludności (0,16%) oraz 2,77% pozostałe rasy człowieka.
| Rok        | 1850 | 1870  | 1880   | 1890   | 1900  | 1910 | 1920 | 1930  | 1940   | 1950   | 1960 | 1970  | 1980   | 1990   | 2000   | 2010   | 2020   |
| ---------- | ---- | ----- | ------ | ------ | ----- | ---- | ---- | ----- | ------ | ------ | ---- | ----- | ------ | ------ | ------ | ------ | ------ |
| Ludność    | 3000 | 3185  | 3836   | 4394   | 4532  | 4259 | 4939 | 5208  | 6269   | 6906   | 8357 | 9102  | 12 097 | 13 220 | 13 908 | 13 137 | 12 882 |
| Zmiana w % |      | +6,2% | +20,4% | +14,5% | +3,1% | –6%  | +16% | +5,4% | +20,4% | +10,2% | +21% | +8,9% | +32,9% | +9,3%  | +5,2%  | –5,5%  | –1,9%  |

## Galeria

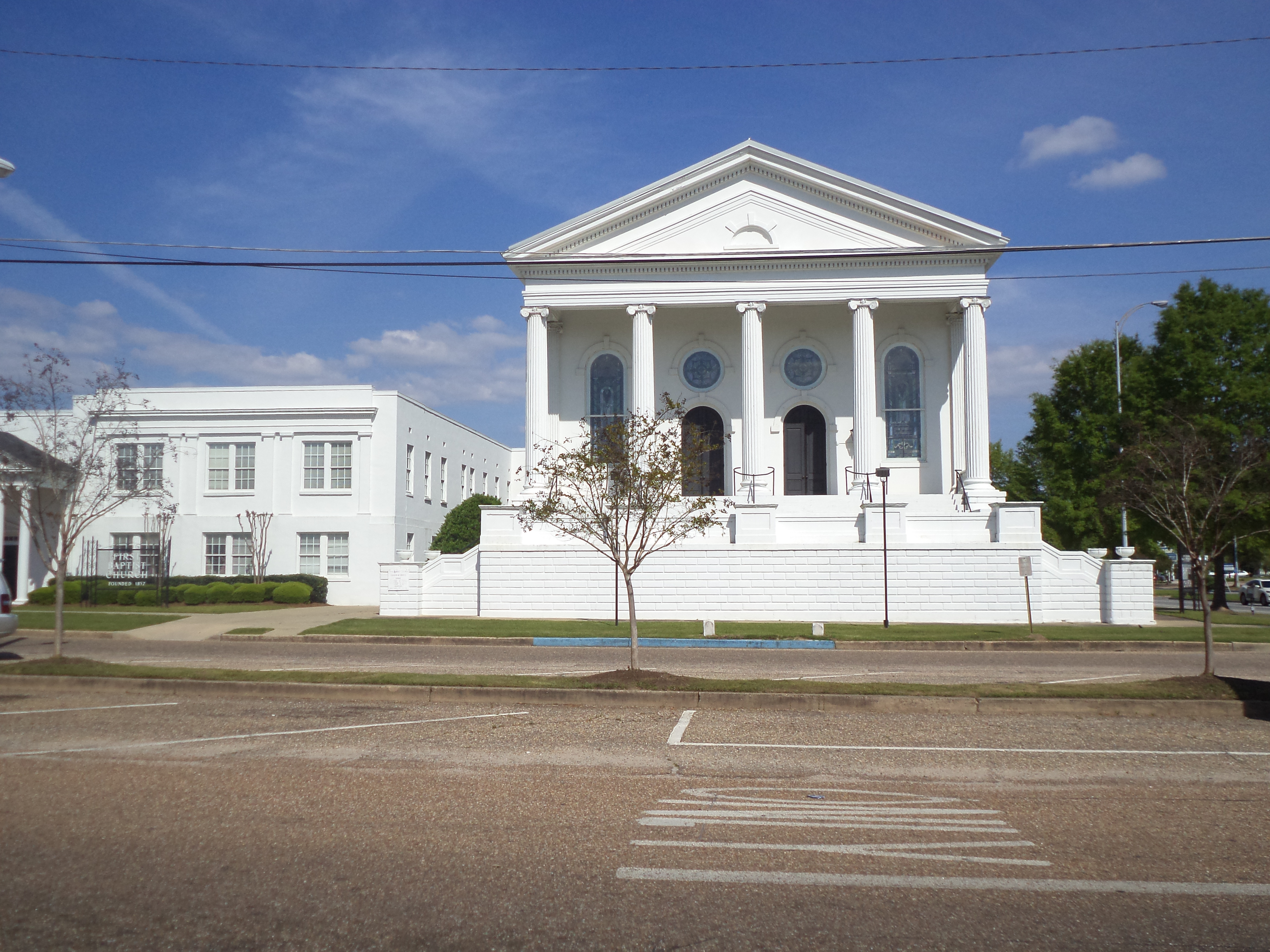
Kościół baptystów w Eufaula
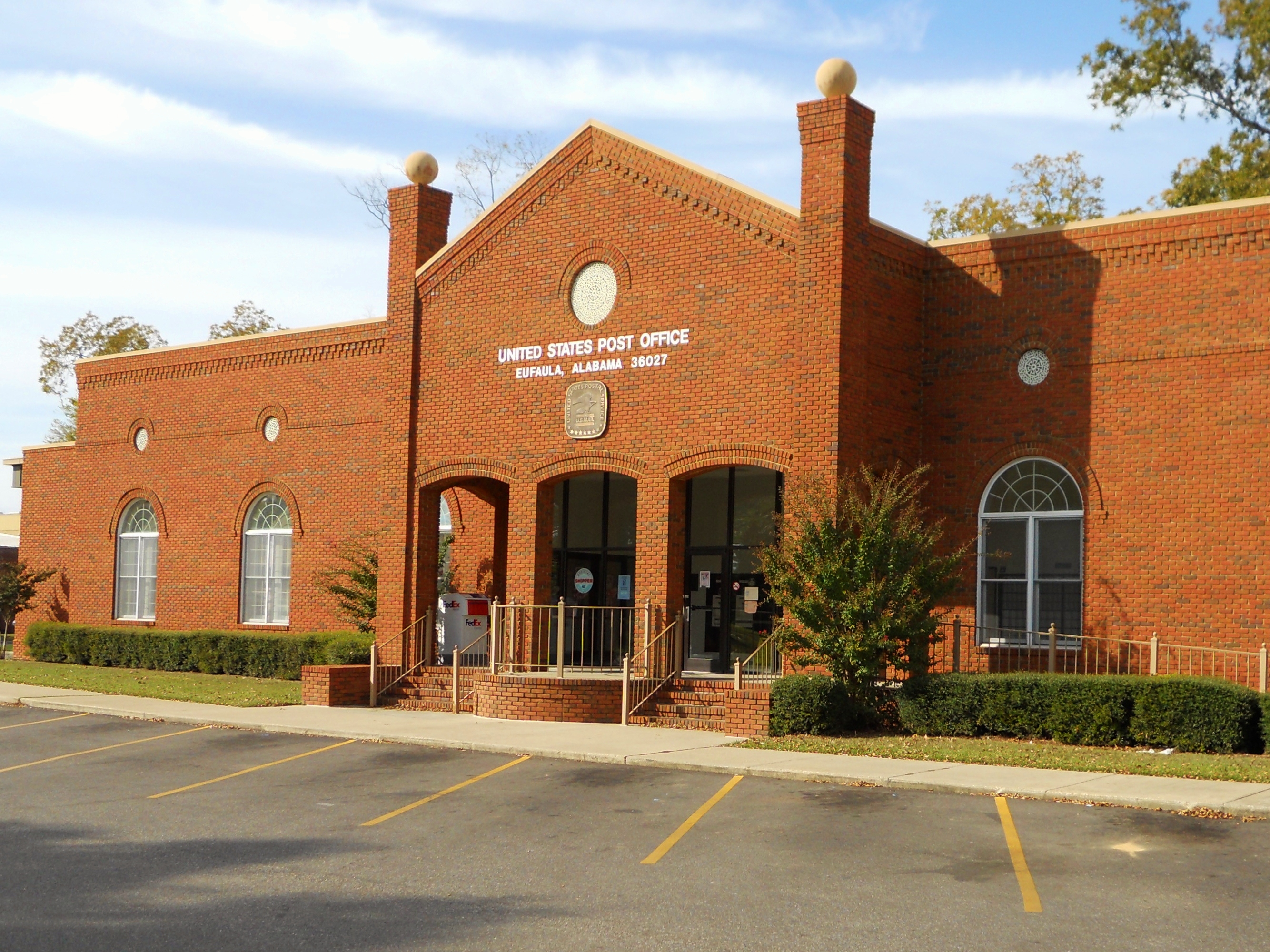
Urząd pocztowy w Eufaula
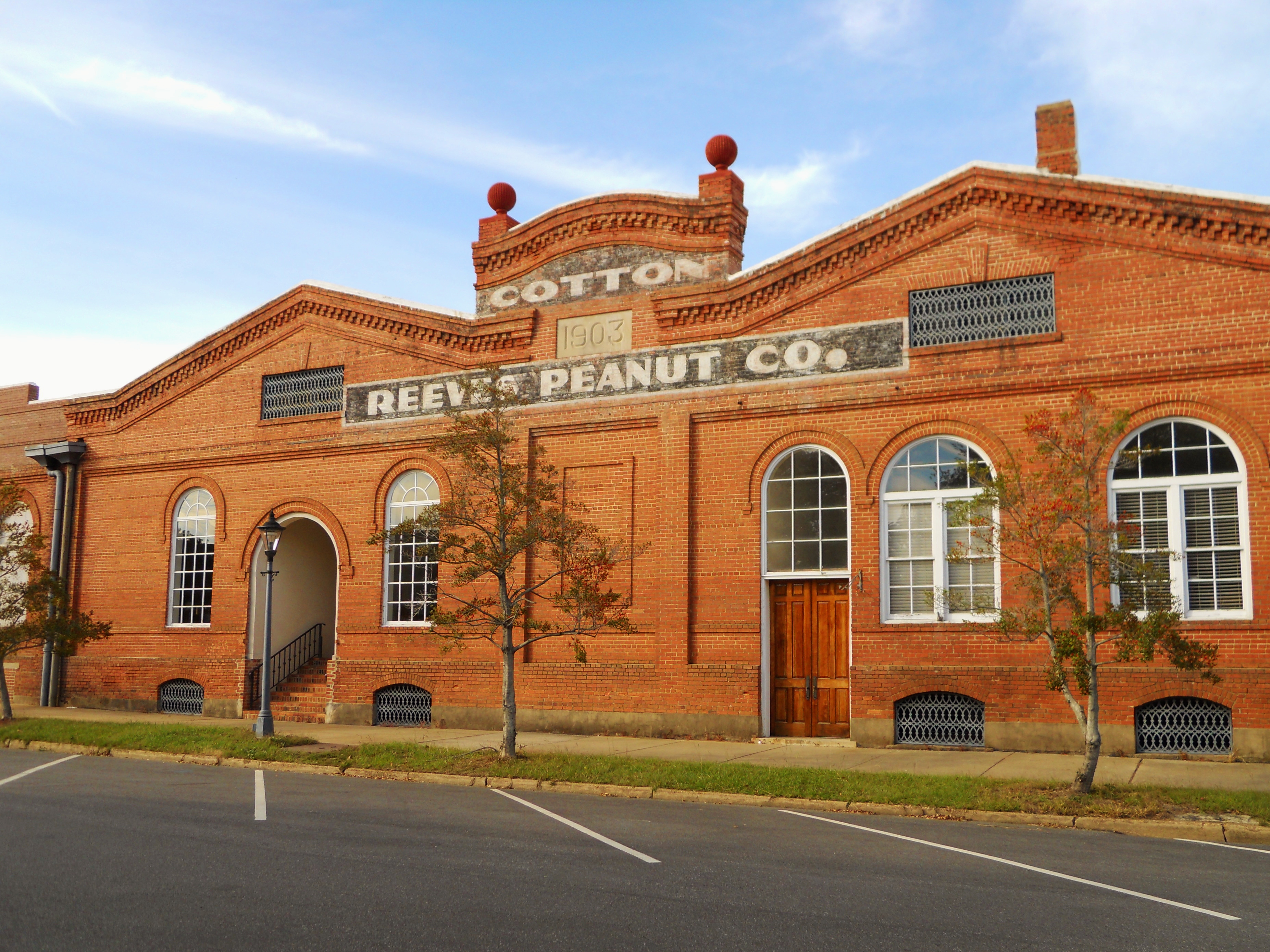
Magazyn firmy Reeves Peanut, wybudowany w 1903 roku
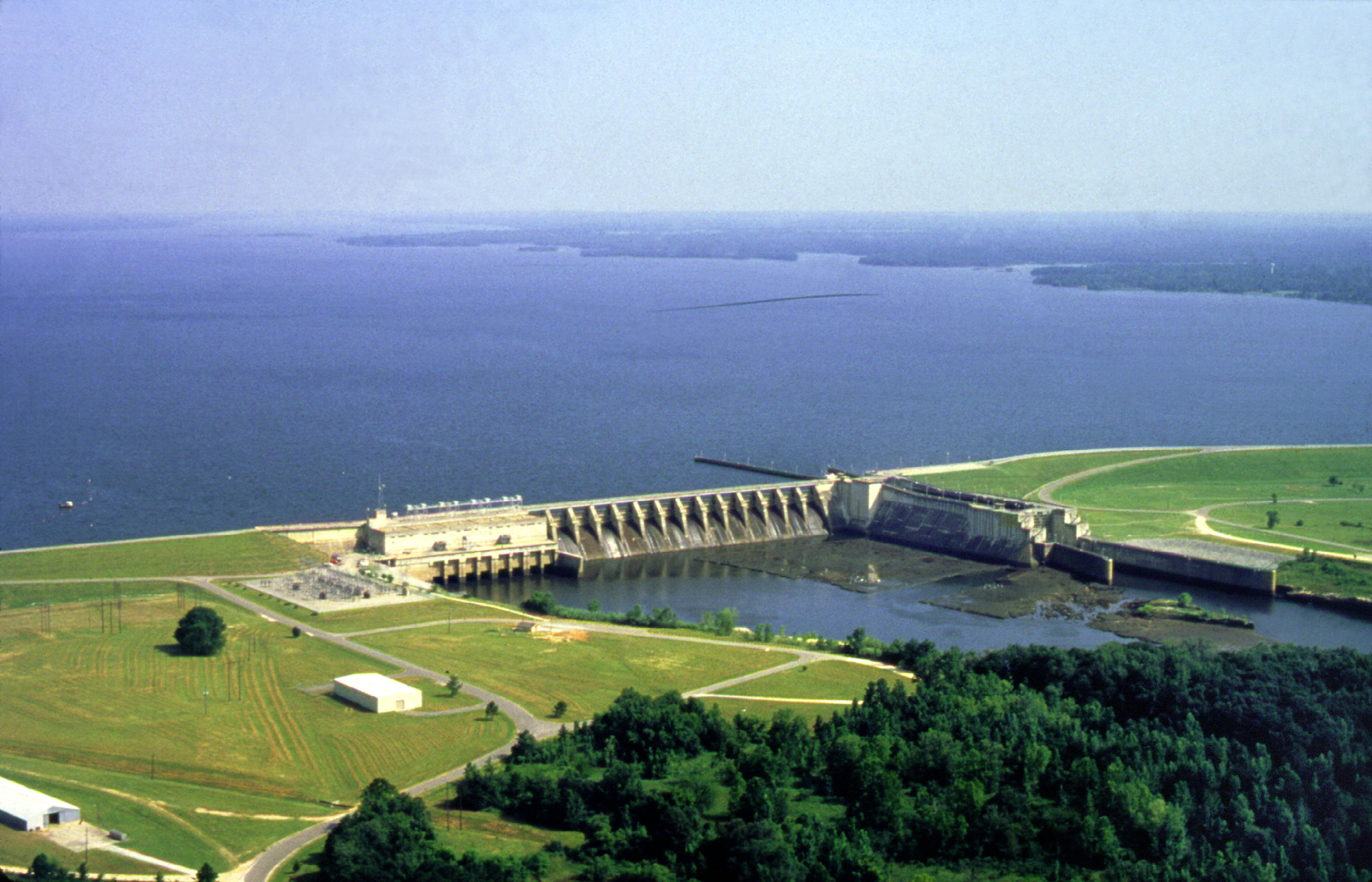
Tama na pobliskim jeziorze Eufaula
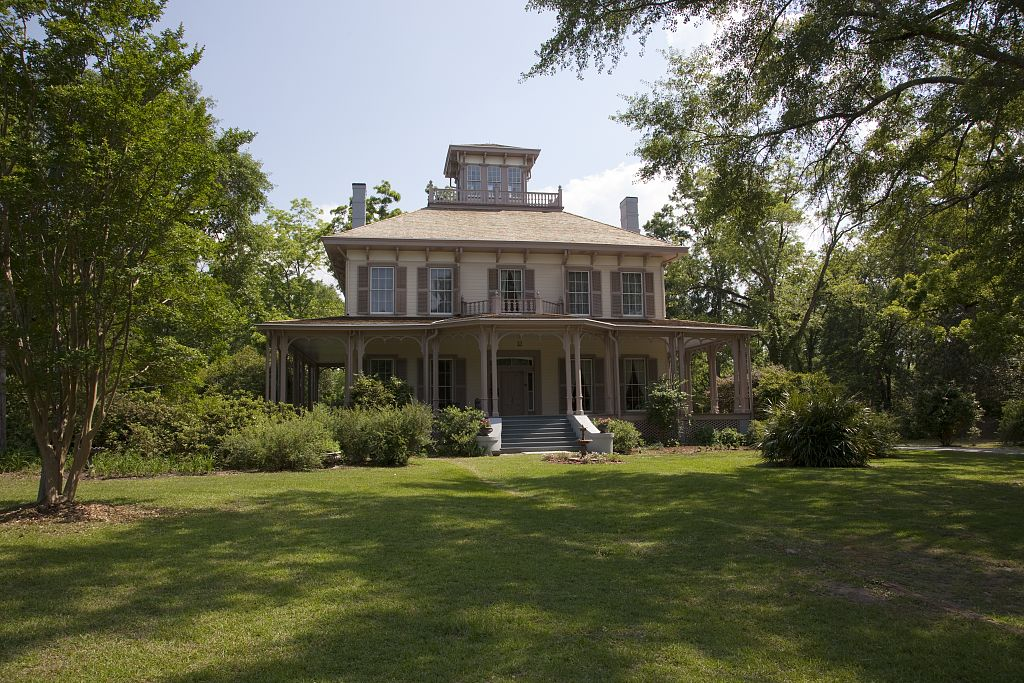
Historyczne muzeum wybudowane w latach 1856–1860
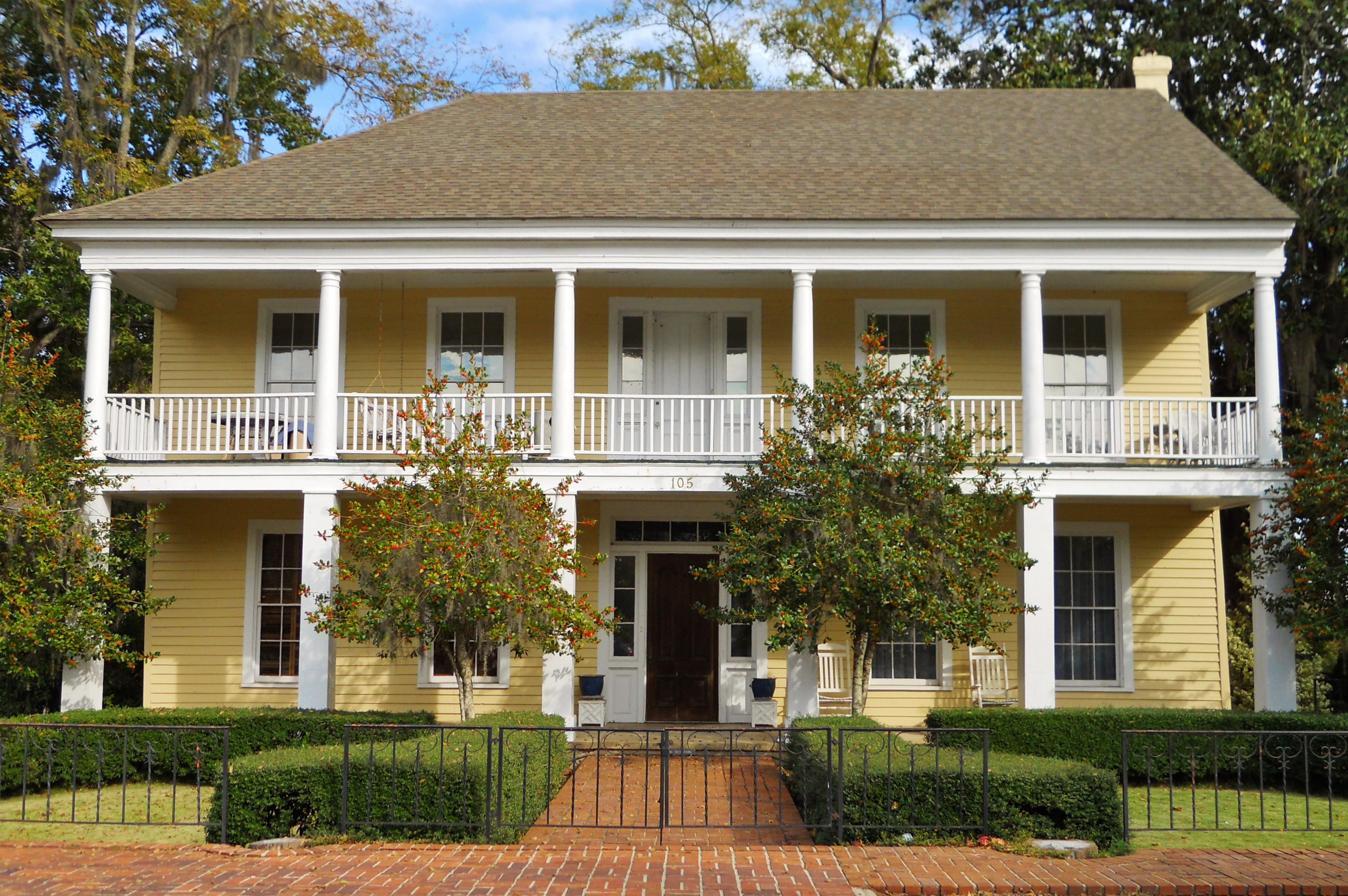
Tawerna w Eufaula wpisana do krajowego rejestru zabytków
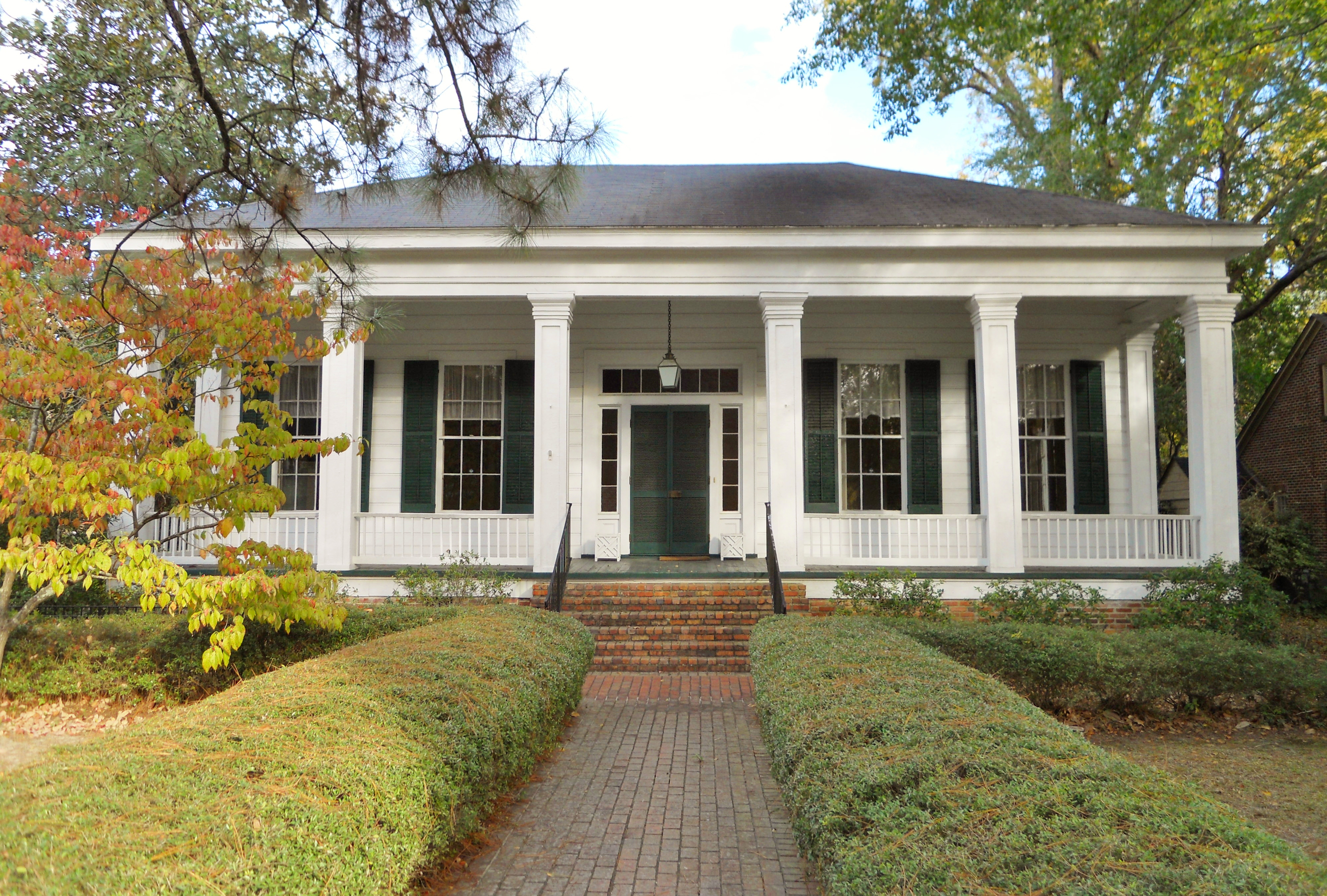
Dom Braya-Barrona wpisany do krajowego rejestru zabytków
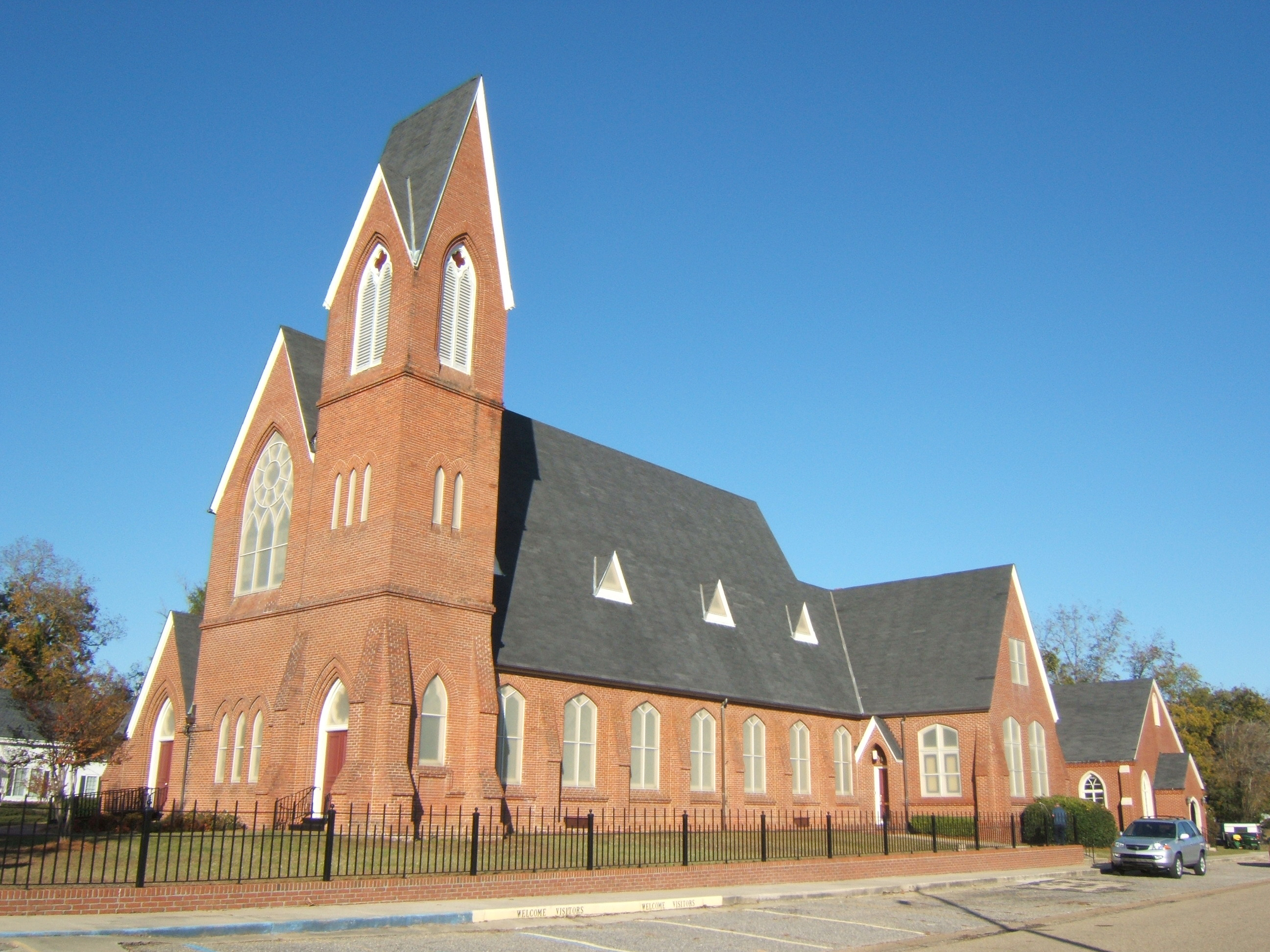
Kościół prezbiteriański wybudowany w 1869 roku
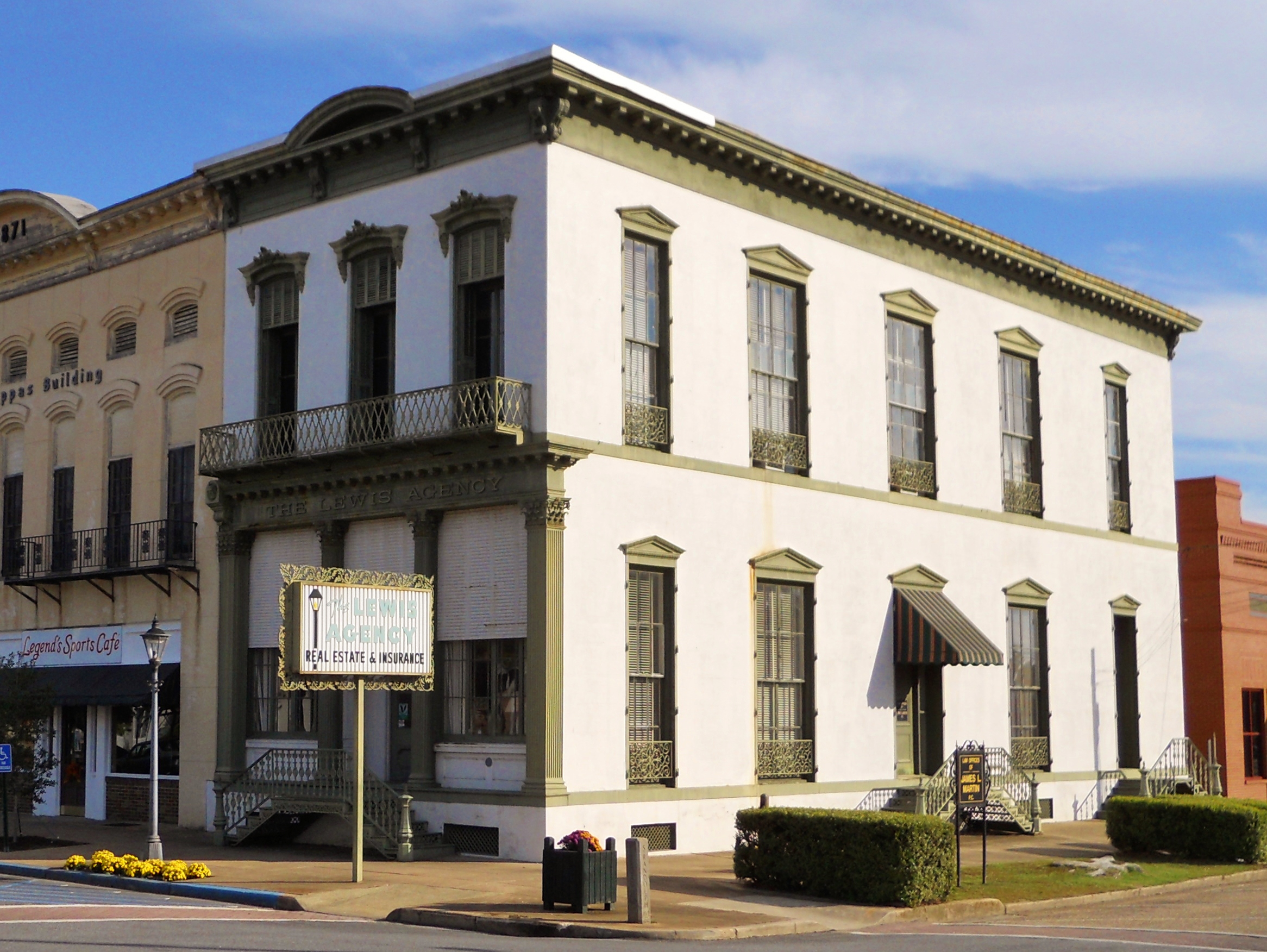
Bank w Eufaula
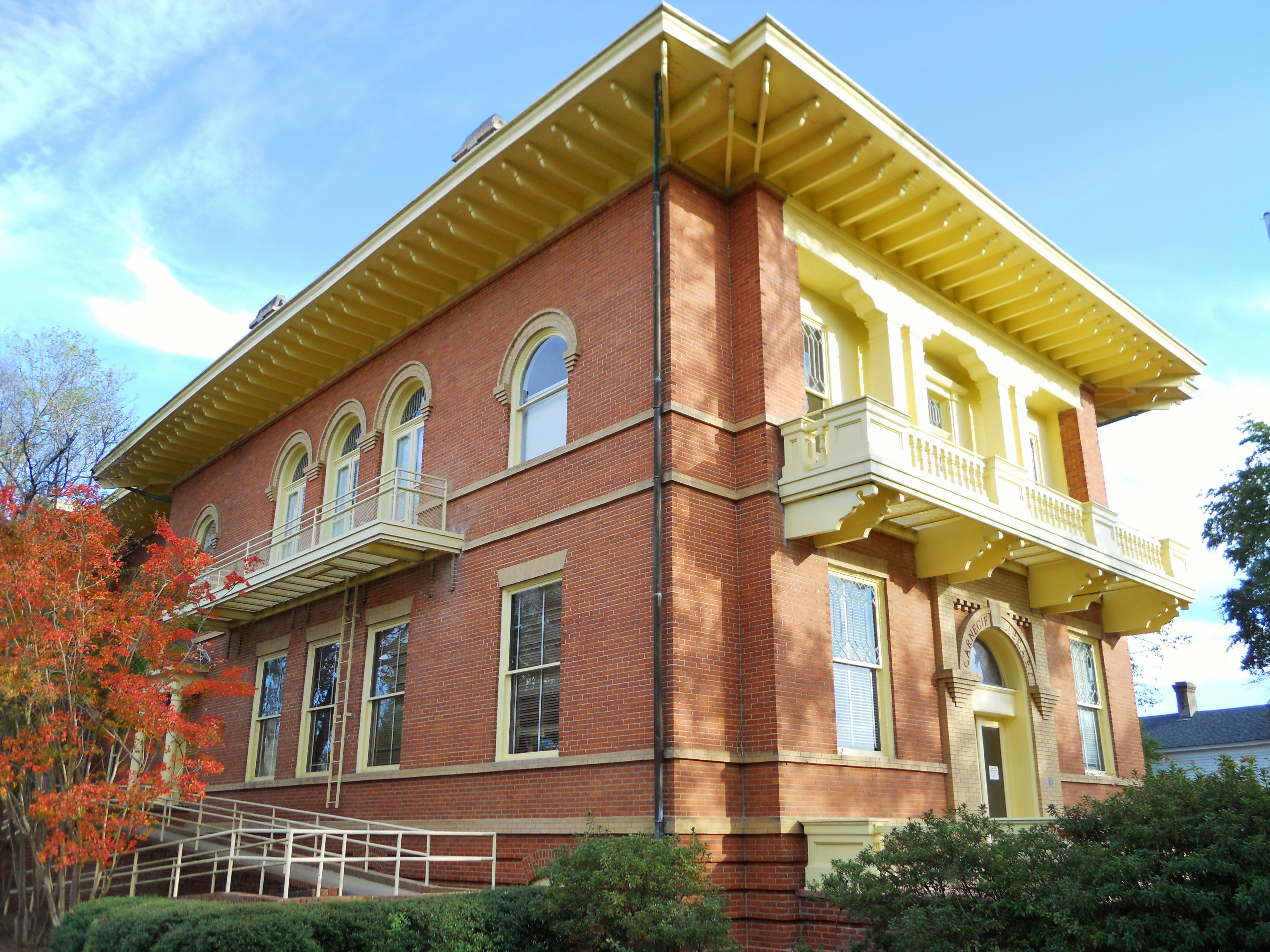
Biblioteka w Eufaula
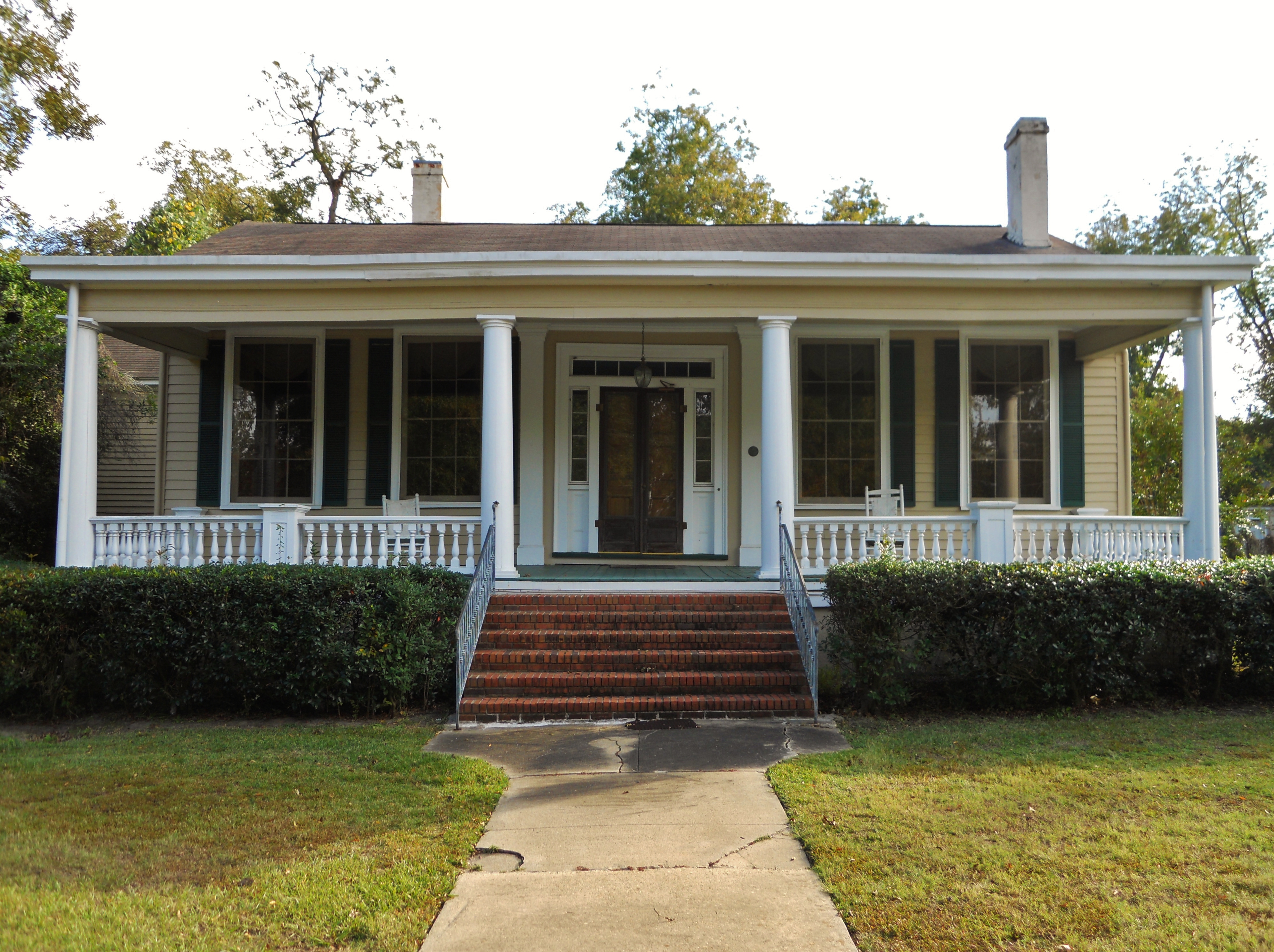
Dom Chaunceya Sparksa wpisany do krajowego rejestru zabytków
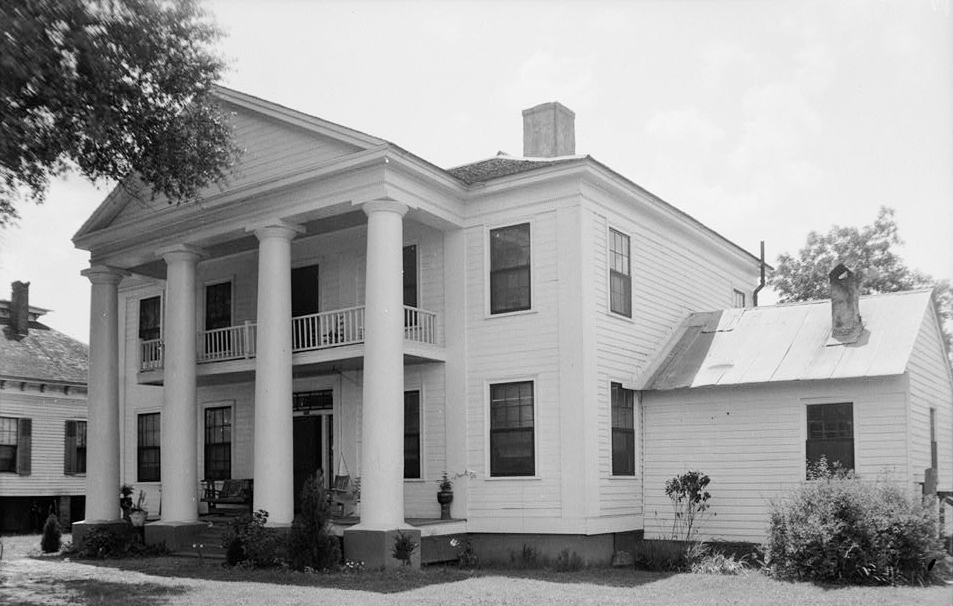
Dom Wellborna-Thomasa wpisany do krajowego rejestru zabytków
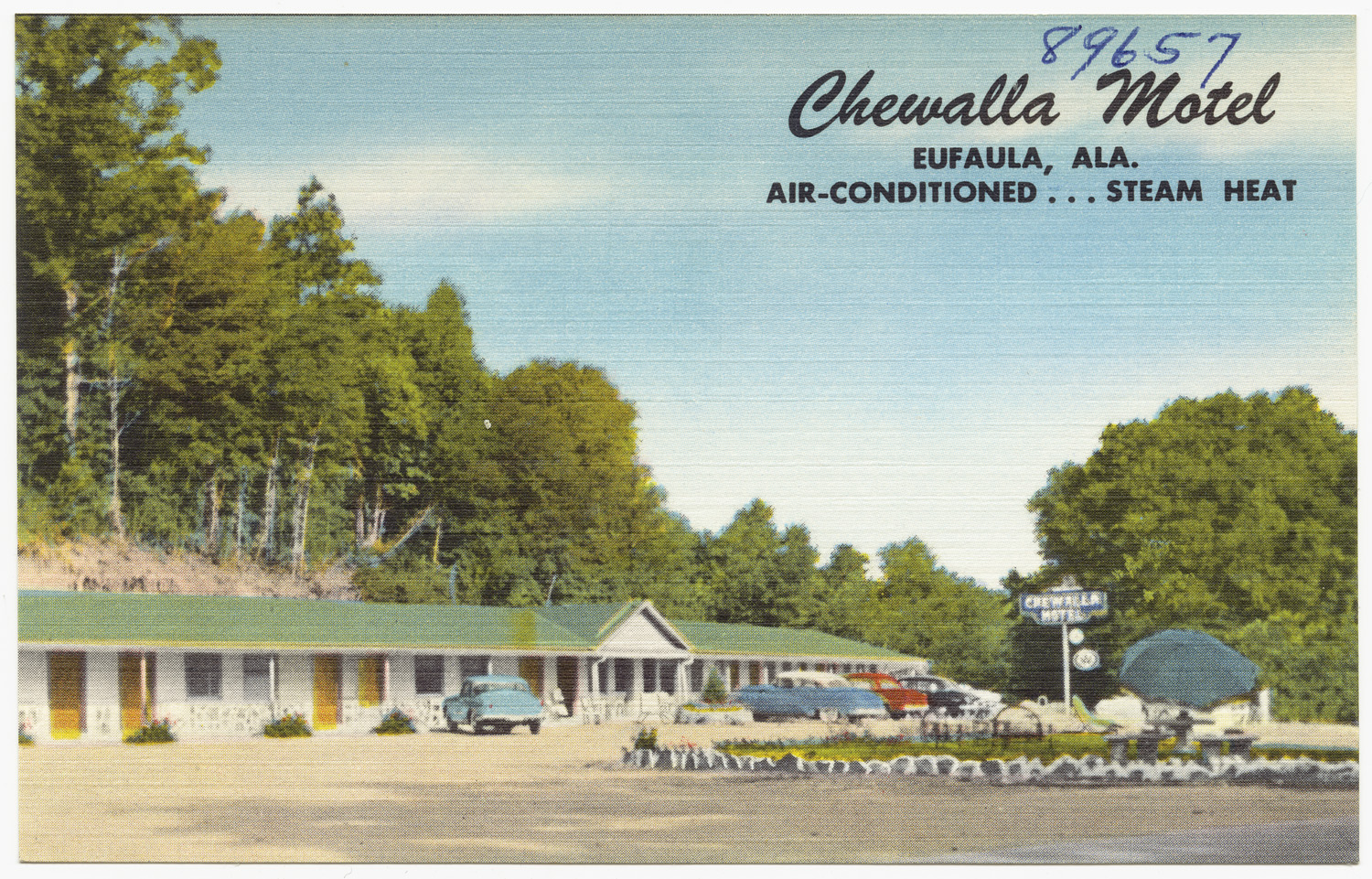
Chewalla Motel w Eufaula na pocztówce
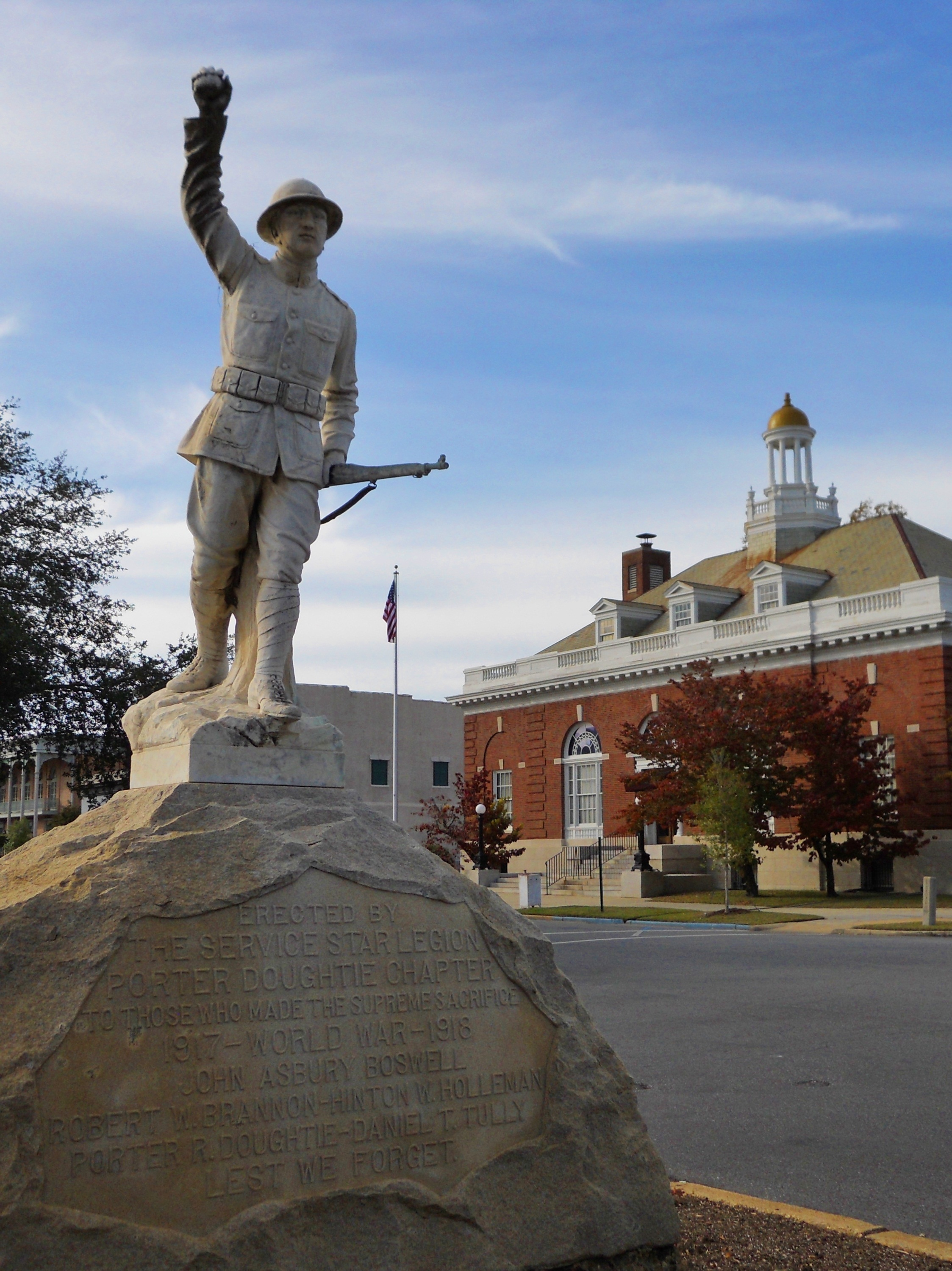
Posąg upamiętniający poległych w I wojnie światowej